# Chabuata rudis
Chabuata rudis là một loài bướm đêm trong họ Noctuidae.